# Plecia pictipennis
Plecia pictipennis är en tvåvingeart som beskrevs av Edwards 1931. Plecia pictipennis ingår i släktet Plecia och familjen hårmyggor. Inga underarter finns listade i Catalogue of Life.